# 希沃吉·蒂瓦里
希沃吉·蒂瓦里（英語：Shivji Tiwari），印度外交官，现任印度驻孟加拉国库尔纳助理高级专员，曾任印度駐阿富汗馬扎里沙里夫總領事等职务。

## 经历
1991年11月加入印度外事服務部。在他的職業生涯中，他曾在印度外交部總部及多個海外使領館擔任行政、財務、商務及領事服務的不同職務，任職地點包括吉大港、北京、愛丁堡、內羅畢、東京和新加坡。2019年4月23日至2021年3月12日，任印度駐阿富汗馬扎里沙里夫總領事。
2024年7月11日，出任印度駐庫爾納助理高級專員。

## 个人生活
蒂瓦里爱好閱讀和印度音樂。与妻子米娜·蒂瓦里（Meena Tiwari）育有一子一女。